# Latigammaropsis abbotti
Latigammaropsis abbotti is een vlokreeftensoort uit de familie van de Photidae. De wetenschappelijke naam van de soort is voor het eerst geldig gepubliceerd in 1965 door J.L. Barnard.